# Бехер, Михай
Михай Бехер (венг. Bächer Mihály; 22 июля 1924, Будапешт — 6 апреля 1993, Будапешт) — венгерский пианист и музыкальный педагог. Заслуженный артист ВНР (1973).
Окончил Музыкальную академию имени Ференца Листа, ученик Дьёрдя Фараго и Белы Бёсёрменьи-Надя. Дебютировал с оркестром в 1946 году. В 1956 году получил вторую премию на Международном конкурсе пианистов имени Ференца Листа в Будапеште. Приобрёл известность, главным образом, как интерпретатор произведений Листа и Людвига ван Бетховена. Гастролировал в разных странах Европы, Советском Союзе, Иране, Китае, Японии. Много выступал и записывался в дуэте со скрипачом Денешем Ковачем. С 1962 года преподавал в Академии имени Листа, с 1976 года — профессор; среди его учеников, в частности, Тибор Кочак.